# Довер (боро, Пенсильвания)
Довер (англ. Dover) — боро в округе Йорк, штат Пенсильвания, США. В 2010 году в боро проживало 2007 человек.

## Географическое положение и транспорт

Боро Довер на карте округа Йорк

Боро расположено в центре округа Йорк в 8 км на северо-запад от города Йорк. По данным Бюро переписи населения США Довер имеет площадь 1 квадратный километр. Боро окружено тауншипом Довер.

## История
Поселение Довер было основано в 1764 году Джакобом Йонером. В 1815 году появился почтовый офис. Боро было инкорпорировано в 1864 году. Телефонная линия между Довером и Йорком была проложена в октябре 1885 года.
В октябре 2004 года школьный округ района Довера, включающий тауншипы Довер, Вашингтон и боро Довер, изменил учебные планы по биологии, введя в них концепцию «Разумного замысла» как альтернативу теории эволюции. В 2005 году многие учителя отказались преподавать по новым учебным планам. 11 родителей учащихся Довера предъявили иск к управляющему Совету школьного округа по поводу заявления о том, что «Разумный замысел» является «представлением о происхождении жизни, отличающимся от взглядов Дарвина» и должен преподаваться в рамках научных курсов в классах девятого года обучения. В декабре 2005 года судья Джон Джонс принял решение, что постановление Совета школьного округа района Довер является неконституционным, таким образом требование истцов было удовлетворено.

## Население
По данным переписи 2010 года население Довера составляло 2007 человек (из них 49,1 % мужчин и 50,9 % женщин), в боро было 815 домашних хозяйств и 523 семьи. Расовый состав: белые — 94,4 %, афроамериканцы — 2,0 % и представители двух и более рас — 1,9 %. Среди населения боро старше 25 лет 84,5 % населения окончили школу, 15,5 % получили степень бакалавра, 6,4 % имеют более высокие степени.
Население города по возрастному диапазону по данным переписи 2010 года распределилось следующим образом: 24,7 % — жители младше 18 лет, 4,4 % — между 18 и 21 годами, 59,6 % — от 21 до 65 лет и 11,3 % — в возрасте 65 лет и старше. Средний возраст населения — 36,9 года. На каждые 100 женщин в Довере приходилось 96,4 мужчин, при этом на 100 совершеннолетних женщин приходилось уже 95,5 мужчин сопоставимого возраста.
Из 815 домашних хозяйств 64,2 % представляли собой семьи: 46,5 % совместно проживающих супружеских пар (18,7 % с детьми младше 18 лет); 11,4 % — женщины, проживающие без мужей и 6,3 % — мужчины, проживающие без жён. 35,8 % не имели семьи. Среди жителей старше 15 лет 33,4 % никогда не были женаты, 46,6 % находятся в браке, 4,1 % — расстались, 5,3 % — овдовели, 10,6 % — разведены. В среднем домашнее хозяйство ведут 2,46 человека, а средний размер семьи — 3,00 человека. В одиночестве проживали 28,1 % населения, 8,3 % составляли одинокие пожилые люди (старше 65 лет).
| 1783 | 1850 | 1860 | 1870 | 1880 | 1890 | 1900 | 1910 | 1920 | 1930 | 1940 | 1950 | 1960 | 1970 | 1980 | 1990 | 2000 | 2010 |
| ---- | ---- | ---- | ---- | ---- | ---- | ---- | ---- | ---- | ---- | ---- | ---- | ---- | ---- | ---- | ---- | ---- | ---- |
| 81   | 246  | 302  | 418  | 415  | 465  | 438  | 576  | 535  | 676  | 733  | 809  | 875  | 1168 | 1910 | 1884 | 1815 | 2007 |

## Экономика
В 2014 году из 1497 человек старше 16 лет имели работу 1002. При этом мужчины имели медианный доход в 45 833 долларов США в год против 29 659 долларов среднегодового дохода у женщин. В 2014 году медианный доход на семью оценивался в 59 321 $, на домашнее хозяйство — в 50 757 $. Доход на душу населения — 23 773 $ в год. 4,1 % от всего числа семей в Довере и 9,1 % от всей численности населения находилось на момент переписи за чертой бедности. Безработные — 2,9 %.

## Политика
Мэром боро на 2017 год является Роберт Дентлер. В ходе президентских выборов 2016 года 62 % населения проголосовали за представителя Республиканской партии Дональда Трампа, 33 % — за Хиллари Клинтон. В 2012 году 39 % проголосовали за Барака Обаму, 60 % — за Митта Ромни.